# Cordéac
Cordéac is een plaats en voormalige gemeente in het Franse departement Isère in de regio Auvergne-Rhône-Alpes en telt 193 inwoners (1999). De plaats maakt deel uit van het arrondissement Grenoble.

## Geschiedenis
Cordéac is op 1 januari 2017 gefuseerd met de gemeente Saint-Sébastien tot de gemeente Châtel-en-Trièves. 

## Geografie
De oppervlakte van Cordéac bedraagt 26,3 km², de bevolkingsdichtheid is 7,3 inwoners per km².
De onderstaande kaart toont de ligging van Cordéac met de belangrijkste infrastructuur en aangrenzende gemeenten.

## Demografie
Onderstaande figuur toont het verloop van het inwonertal.